# Bulbophyllum orezii
Bulbophyllum orezii är en orkidéart som beskrevs av Sath.Kumar. Bulbophyllum orezii ingår i släktet Bulbophyllum och familjen orkidéer. Inga underarter finns listade i Catalogue of Life.